# Quincy (Washington)
Quincy es una ciudad ubicada en el condado de Grant en el estado estadounidense de Washington. En el año 2000 tenía una población de 5.044 habitantes y una densidad poblacional de 869,8 personas por km².

## Geografía
Quincy se encuentra ubicada en las coordenadas 47°14′1″N 119°51′8″O / 47.23361, -119.85222.

## Demografía
Según la Oficina del Censo en 2000 los ingresos medios por hogar en la localidad eran de $32.181, y los ingresos medios por familia eran $31.847. Los hombres tenían unos ingresos medios de $27.813 frente a los $18.750 para las mujeres. La renta per cápita para la localidad era de $12.649. Alrededor del 20,9% de la población estaban por debajo del umbral de pobreza.